# Pune
Pune (in marathi पुणे, Puṇē, ; anglizzato in Poona fino al 1978) è una suddivisione dell'India, classificata come municipal corporation, di 2 540 069 abitanti, capoluogo del distretto di Pune e della divisione di Pune, nello stato federato del Maharashtra. In base al numero di abitanti la città rientra nella classe I (da 100 000 persone in su). Pune è la quarta città industriale dell'India e si trova a circa 120 km a sud-est di Mumbai. La città è famosa perché dal 1974 il Maestro indiano Bhagwan Shree Rajneesh, che alla fine degli anni ottanta ha cambiato il suo nome in Osho, vi ha fondato il suo Ashram.

## Geografia fisica
La città è situata a 18° 31' 60 N e 73° 52' 0 E e ha un'altitudine di 569 m s.l.m.

## Società

### Evoluzione demografica
Al censimento del 2001 la popolazione di Pune assommava a 2 540 069 persone, delle quali 1 325 694 maschi e 1 214 375 femmine. I bambini di età inferiore o uguale ai sei anni assommavano a 289 987, dei quali 152 161 maschi e 137 826 femmine. Infine, coloro che erano in grado di saper almeno leggere e scrivere erano 1 956 956, dei quali 1 079 575 maschi e 877 381 femmine.

## Monumenti e luoghi d'interesse

### Raja Dinkan Kelkar Museum
Dinkar Gangadhar Kelkar, noto anche come Kaka Kelkar (1896-1990), fu un celebre poeta in lingua marathi e viene anche ricordato come grande collezionista di oggetti tradizionali indiani: ne raccolse oltre 20 000.
Donata allo stato indiano del Maharashtra e dedicata al figlio Raja, morto in tragiche circostanze all'età di 12 anni, la collezione è ospitata nel museo, ove si possono ammirare sculture in pietra, abiti tradizionali dei vari stati indiani, strumenti musicali, vari oggetti in avorio e utensili da cucina. Da segnalare anche la ricostruzione degli interni del Mastani Mahal, il palazzo voluto da Baji Rao per la propria concubina Mastani. L'ambiente è una rappresentazione tipica della vita di corte nell'India del XVIII secolo.
È presente, inoltre, una galleria con più di 150 scatole per il paan, l'involtino fatto con betel, lime, spezie e calce viva, che gli indiani sono soliti masticare in ogni occasione. Sono conservate anche numerosi utensili per prepararlo. Viene anche illustrata la tradizione mitologica legata al paan: Radha riuscì a far innamorare di sé il dio Krishna grazie alle labbra ricoperte proprio di paan, le cui doti afrodiasiche sono documentate anche nel sacro testo del Kāma Sūtra.

### Aga Khan Palace

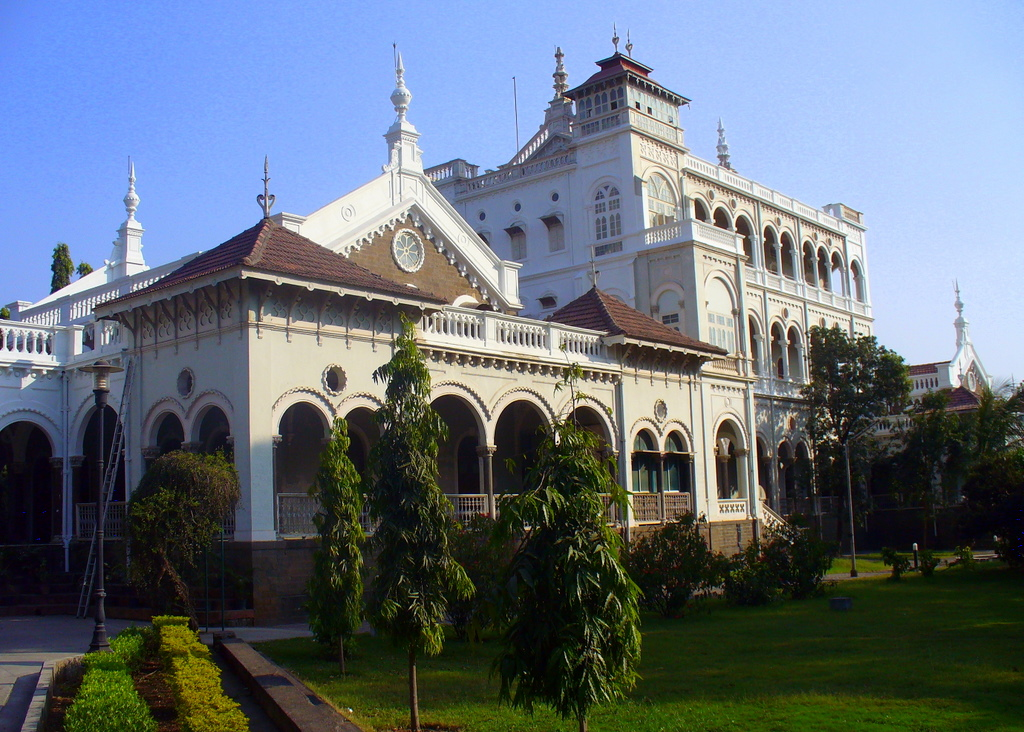
Il palazzo dell'Aga Khan

L'Aga Khan Palace sorge nel città di Yerwada, che oramai è parte dell'area urbana di Pune. Fu costruito nel 1892 da Mahommed Shah Aga Khan III.
Il palazzo è famoso perché, durante la seconda guerra mondiale, vi fu tenuto prigioniero agli arresti domiciliari il Mahatma Gandhi. Con lui furono tenuti prigionieri la moglie Kasturba e il più fidato assistente Mahadev Desai, il quale morì pochi giorni dopo esservi arrivato. Anche la moglie Kasturba morì il 22 febbraio 1944 durante la prigionia.

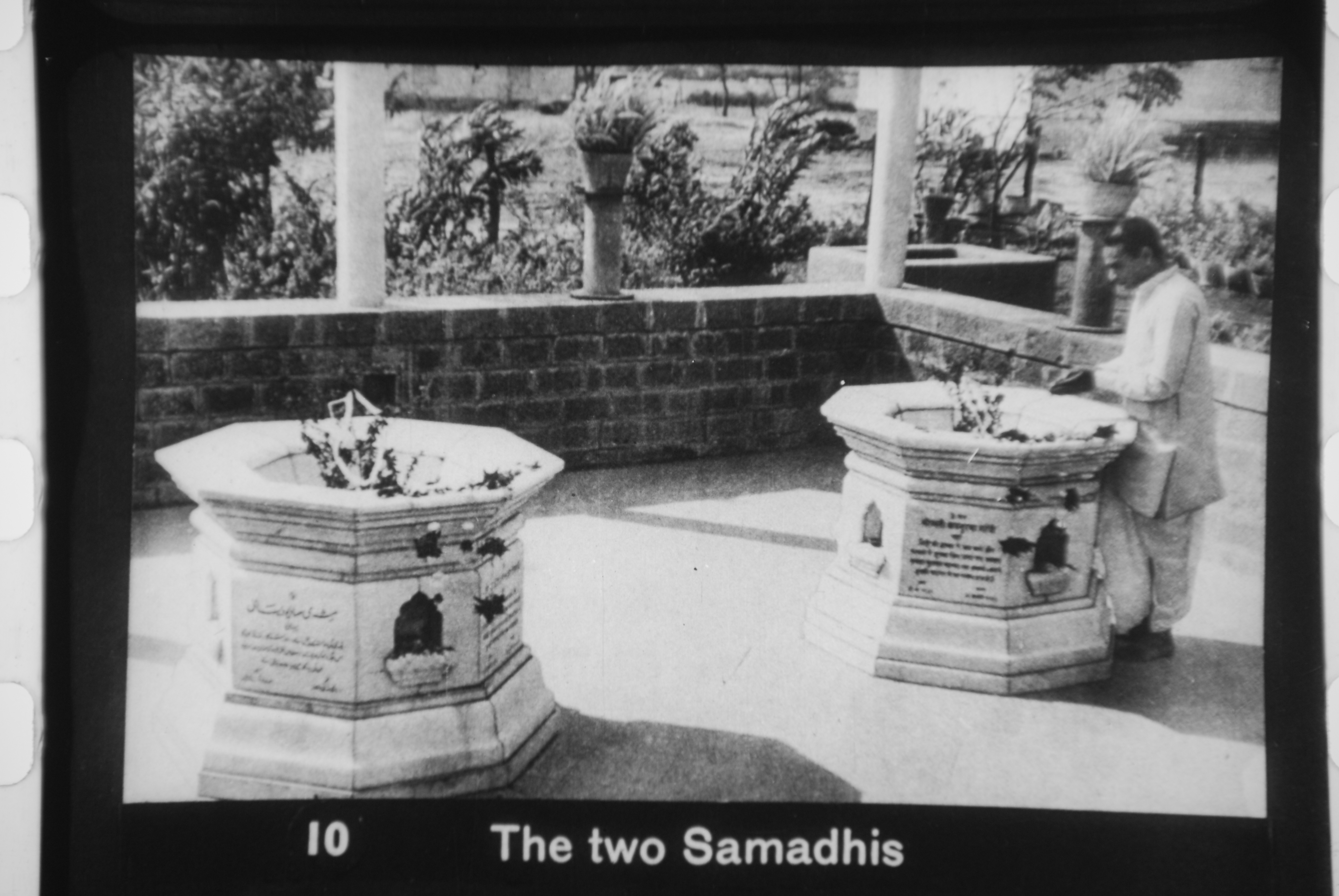
Cippi in ricordo di Kasturba Gandhi e di Mahadev Desai.

### Tempio Shinde Chatri
Il tempio si trova nei pressi di Wanowrie, sobborgo di Pune, ed è dedicato alla memoria di Mahadaji Shinde, generale che guidò le armate dell'Impero maratha dal 1760 al 1780.
Il tempio fu costruito dallo stesso Mahadaji nel 1794 ed è dedicato al dio Shiva.

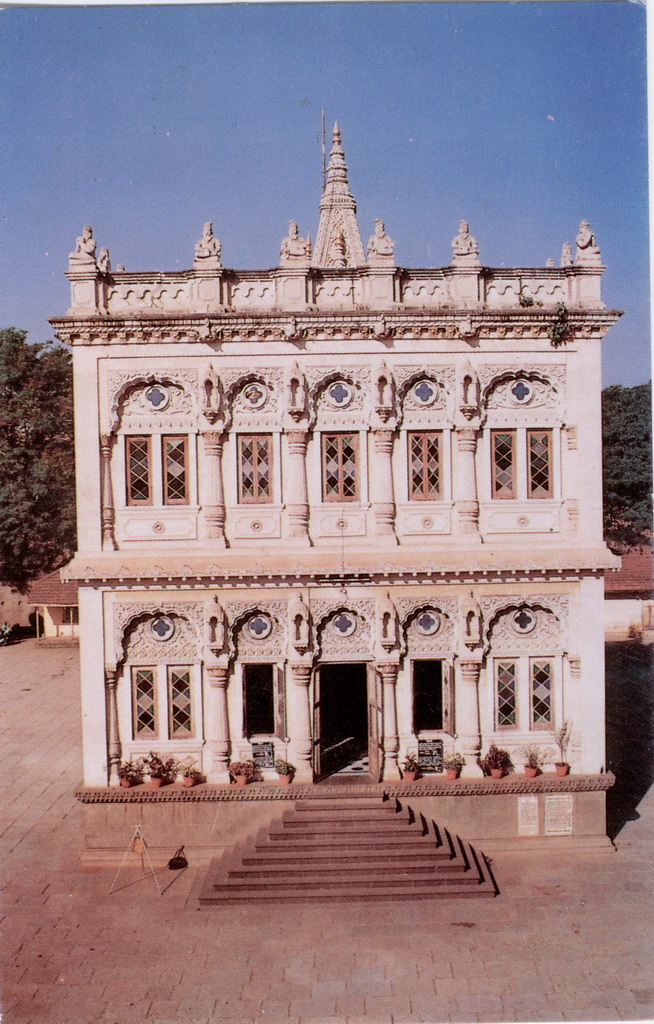
Il tempio Shinde Chatri
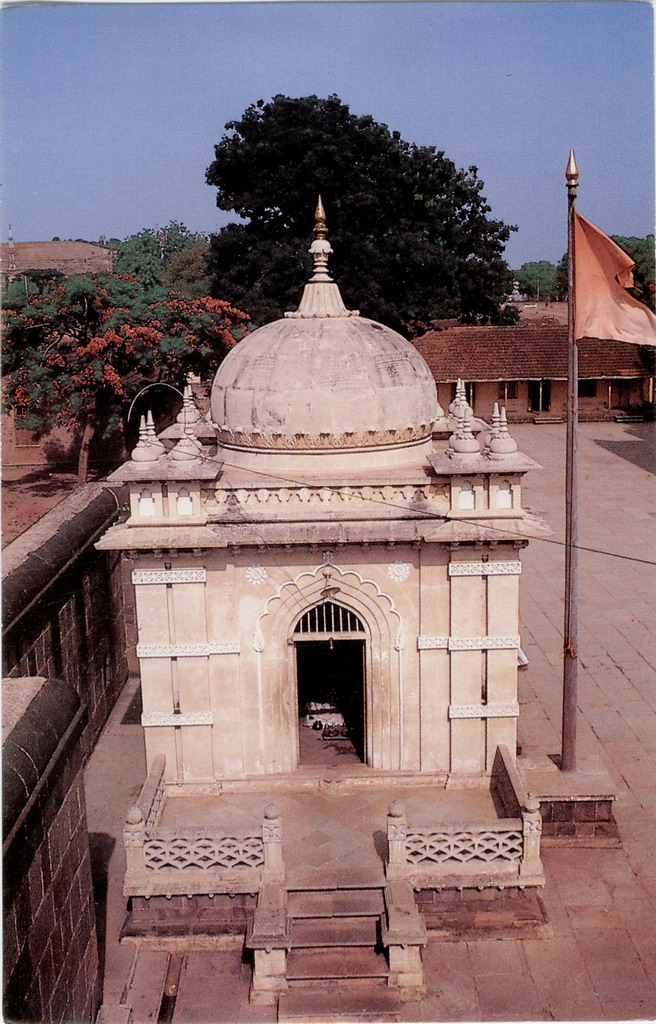
Il mausoleo di Mahadaji Shinde
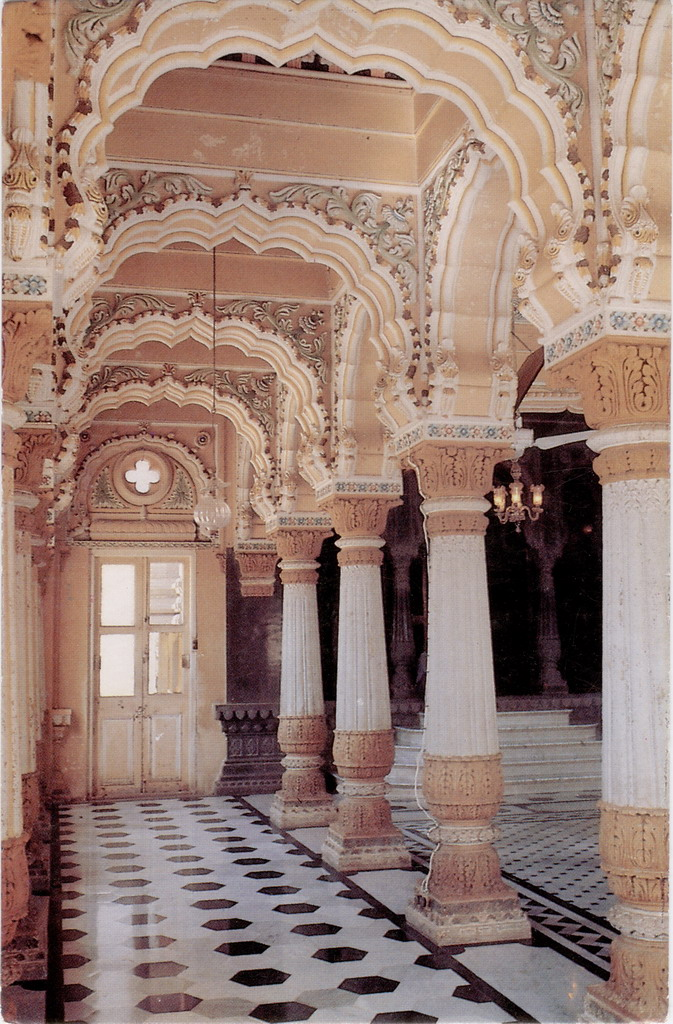
Interno del tempio
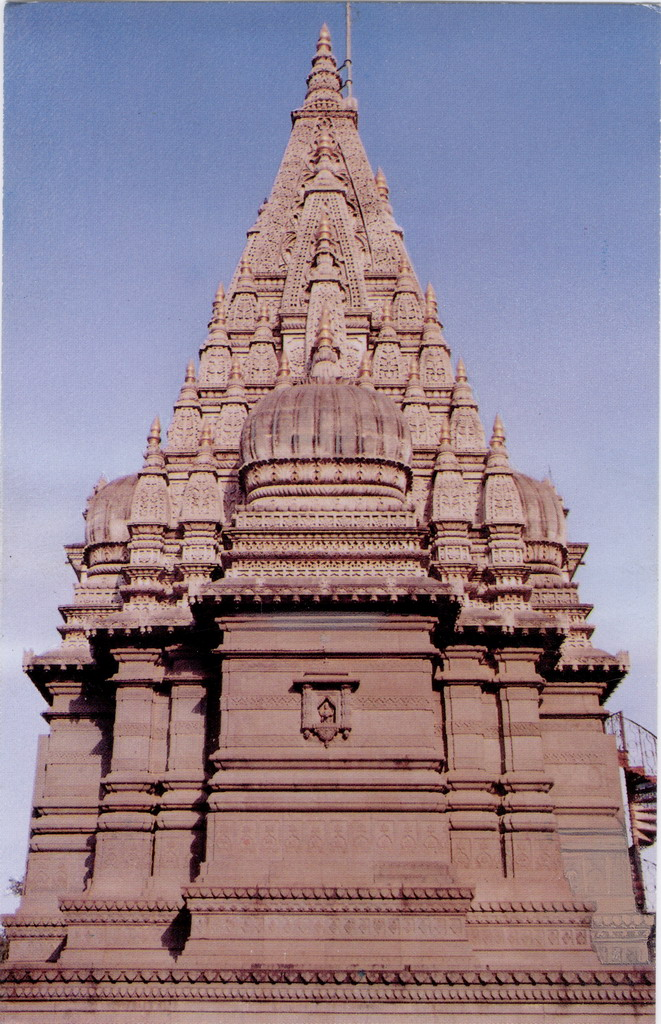
Particolare